# Sándor Csajághy
Sándor Csajághy, auch Alexander Csajághy (* 6. April 1810 in Batsch, Kaisertum Österreich; † 7. Februar 1860 in Temeswar) war römisch-katholischer Bischof der Csanáder Diözese.

## Leben

### Studien- und Priesterjahre
Alexander Csajághy besuchte von 1820 bis 1823 das Untergymnasium in Batsch und von 1823 bis 1828 das Gymnasium in Kalocsa. Anschließend studierte er von 1828 bis 1830 Philosophie in Erlau und von 1830 bis 1833 Theologie in Kalocsa.
Am 21. September 1833 empfing Alexander Csajághy am Zentralseminar in Pest die Priesterweihe. 1833–1834 absolvierte er ein Ergänzungsstudium am Wiener Augustineum. In den darauffolgenden Jahren war er als Studienpräfekt am Pester Zentralseminär und als Dozent an der dortigen Theologiefakultät tätig. 1844 wurde Alexander Csajághy zum Dr. theol. promoviert. 1844–1846 war er als Theologieprofessor in Kalocsa tätig und von 1850 bis 1851 als Domherr des Kaloscaer Bistums.

### Bischofsamt
Alexander Csajághy wurde am 11. April 1851 von Kaiser Franz Joseph I. zum Bischof der Csanáder Diözese ernannt und im Herbst desselben Jahres im Temeswarer Dom inthronisiert. Die Bischofsweihe spendete ihm am 26. Oktober 1851 György Girk, Weihbischof in Kalocsa, Weiheassistent war der Diözesanpriester János Nehiba, späterer Weihbischof in Kalocsa.
Während seiner Amtszeit gründete er in Temeswar den Maria-Hilf-Frauenverein, führte um 1856 im Temeswarer Dom die Maiandachten ein und wurde 1858 zum Ehrenbürger von Temeswar ernannt. Alexander Csajághy berief im selben Jahr einige Schwestern des Münchner Notre-Dame-Ordens der Armen Schulschwerstern ins Csanáder Bistum. Er gestaltete die Verwaltung der Diözese neu, indem er diese in sechs Erzdechanate einteilte, die wiederum in 23 Dechanatskreise unterteilt wurden. Alexander Csajághy stiftete der Temeswarer Domkirche den Marienaltar und den Altar, der dem Schutzpatron der Diözese, dem Hl. Gerhard, erster Diözesanbischof, gewidmet ist.
Bischof Csajághy starb 1860 und wurde am 11. Februar in der Domkrypta zu Temeswar beigesetzt.